# Donnemarie-Dontilly
Donnemarie-Dontilly – miejscowość i gmina we Francji, w regionie Île-de-France, w departamencie Sekwana i Marna.
Według danych na rok 1990 gminę zamieszkiwało 2295 osób, a gęstość zaludnienia wynosiła 190 osób/km² (wśród 1287 gmin regionu Île-de-France Donnemarie-Dontilly plasuje się na 456. miejscu pod względem liczby ludności, natomiast pod względem powierzchni na miejscu 278.).